# Zacimba Gaba
Zacimba Gaba (geboren im 17. Jahrhundert in Cabinda; gestorben im 18. Jahrhundert in Espírito Santo, Brasilien) war eine cabindische Prinzessin, die im 17. Jahrhundert als Sklavin von portugiesischen Kolonisatoren von der Küste Cabindas nach Espírito Santo (Brasilien) verschleppt wurde. Nach Jahren der Gefangenschaft gelang es Gaba, ihren Sklavenhalter, den Großgrundbesitzer José Trancoso, zu vergiften und ihre Mitsklaven zu befreien. Nach ihrer Flucht gründete Gaba eine Siedlung befreiter Sklaven (Quilombo) und befreite in den folgenden Jahren zahlreiche Verschleppte von ankommenden Schiffen.

## Leben
Die Herkunft Zacimba Gabas ist nicht genau bekannt. Sie soll im 17. Jahrhundert gemeinsam mit etwa drei Dutzend Schwarzen Sklaven von der Küste Cabindas nach Brasilien verschleppt worden sein, wo sie im Sklavenhafen von São Matheus (im damaligen Kapitanat von Espírito Santo) zum Verkauf stand. São Matheus entwickelte sich in der Zeit zu einem der Hauptumschlagsplätze des portugiesisch-brasilianischen Sklavenhandels. Der portugiesische Fazendeiro (Großgrundbesitzer) José Trancoso kaufte Zacimba Gaba neben weiteren Sklaven, ohne jedoch von ihrem sozialen Status zu wissen, und brachte sie auf seine Fazenda. Trancoso besaß ein großes Stück Brachland (Sesmaria), das über den Mucuri-Fluss ging, und nutzte seine über hundert Sklaven sowohl zur Zurschaustellung seines sozioökonomischen Status wie für die Bestellung seines Grundstücks.
Zacimba Gaba soll jahrelang auf dem Hof des Fazendeiros misshandelt und geschlagen worden sein. Eines Nachts soll Trancoso sie von der Sklavenhütte (Senzala) zum Herrenhaus (Casa Grande) gebracht haben, um sie auszufragen, da der Fazendeiro selbst schon den anderen Umgang der Sklaven mit Gaba bemerkt hatte. Über Tage und Nächte soll Gaba daraufhin geschlagen und gefoltert worden sein, um ihre wahre Identität preiszugeben. Als diese letztendlich ihren Namen und ihre Identität – Zacimba Gaba, Prinzessin Cabindas – zugab, vergewaltigte Trancoso sie daraufhin. Gaba musste von da an im Herrenhaus wohnen mit der Warnung Trancosos, dass wenn ihm oder seiner Familie etwas zustoße, Gaba getötet werden würde.
In den folgenden Monaten und Jahren lebte Gaba im Herrenhaus und schmiedete Rachepläne an Trancoso sowie zur Befreiung ihrer Mitsklaven. Sie entwickelte daraufhin den Plan ihren Sklavenhalter langsam zu vergiften: Eine der meistverwendeten Gifte in der Region von Espírito Santo war das Gift der Jararaca-Lanzenotter. Die Schlange wurde gefangen, vorzugsweise lebend, ihr wurde der Kopf abgeschlagen, ohne das Gift zu entfernen. Dann wurde der Kopf geröstet und gemahlen, bis ein sehr feines Pulver entstand, das einen Menschen bei regelmäßiger Zugabe sehr langsam vergiftete. Die portugiesischen Sklavenhalter waren sich der Gefahr der Vergiftung durchaus bewusst und ließen oft Sklaven als Vorkoster dienen. Das Gift der Schlange wirkte jedoch nur bei dauerhafter, mehrmaliger Zugabe.
Gaba soll auf diese Weise ihren Sklavenhalter Trancoso langsam vergiftet haben, bis dieser eines Nachts begann ohne Unterlass zu schreien. Während Trancosos Familie versuchte ein Gegenmittel zu finden, war dies das Zeichen der Befreiung für Zacimba Gaba. Sie befreite daraufhin ihre Schwarzen Mitsklaven. Sie brachten alle weißen Vorarbeiter um, verschonten jedoch die Familie des Sklavenhalters und flohen daraufhin gemeinsam vom Grundstück Trancosos. Zacimba Gaba gründete mit den befreiten Sklaven eine Siedlung befreiter Sklaven (Quilombo) am Ufer des Riacho Doce in der Nähe des heutigen Dorfes Itaúnas bei Conceição da Barra im Norden Espírito Santos. Eine der bekanntesten Siedlung befreiter Sklaven Brasiliens, der Quilombolo dos Palmares in der Serra da Barriga in Alagoas war bereits 1695 zerstört worden, sodass viele Schwarze Richtung Süden flohen und sich unter anderem der Siedlung Gabas anschlossen.
Gut ein Jahrzehnt soll Gaba die Siedlung angeführt und einen Schutzraum für befreite Schwarze Sklaven, vor allem aus Angola, geschaffen haben. Gaba war klar, dass der Sklavenhandel weiterhin blühte und die Portugiesen regelmäßig Menschen von der angolanischen Küste gen Brasilien verschleppten. Aus diesem Grund ließ sie am Strand, etwa an der Grenze zwischen den Kapitanaten Porto Seguro und Espírito Santo, einen Beobachtungsturm errichten. Dieser sollte dazu dienen, bereits früh ankommende Schiffe zu sehen und diese noch auf hoher See zu überfallen und die Sklaven zu befreien, bevor sie im Hafen ankamen und verkauft wurden. Gaba soll so zahlreiche Sklaven noch vor ihrem Verkauf am Festland befreit haben. Aufgrund der zahlreichen Befreiungsversuche Gabas, die auch von Historikern, unter anderem Manoel Antônio de Oliveira, festgehalten wurden, mieden die Sklavenverkäufer den Handel in der Region, vor allem zwischen den Mündungen der Flüsse Mucuri und Cricaré. Nach zahlreichen Jahren soll Zacimba Gaba bei der Befreiung eines Sklavenschiffes getötet worden sein.

## Bibliographie
- Maciel de Aguiar: História dos Quilombolas: Zacimba Gaba. São Mateus, Memorial 2007
- Nóelia Miranda: Zacimba Gaba, a princesa guerreira: a história que não te contaram. Vitória, 2015.
- Jhennefer Alves Macêdo: Do Esquecimento ao Protoganismo: As Princesas Negras na Literatura Juvenil; Abschlussarbeit an der Universidade Federal de Paraíba, João Pessoa, Pernambuco; 2016.
- Edileuza Penha de Souza, Ariane Celestino Meireles: Aqualtune, Constância e Zacimba - diálogos com Lésbicas Negras, Masculinizadas e Pobres, in: Espaço Feminino, Band 31, Nr. 1, 2018